# Вэй Янь
Вэй Янь (кит. 魏延, пиньинь Wèi Yán; ? — 234), взрослое имя Вэньча́н (кит. трад. 文長, упр. 文长, пиньинь Wéncháng) — китайский военный периода Саньго, генерал царства Шу.

## Биография
Вэй Янь происходил из крестьян круга Иян провинции Цзинчжоу (современный уезд Тунбай городского округа Наньян провинции Хэнань). Служил Лю Бэю. Благодаря ратным подвигам дослужился из рядового солдата до офицера. Сопровождал его во время завоевания провинции Ичжоу. Когда в 219 году Лю Бэй завоевал Ханьчжун и провозгласил себя Ханьчжунским князем (漢中王), то он поставил Вэй Яня оборонять Ханьчжун и дал ему титул «генерала подавляющего север» (鎮北將軍). Так как все полагали, что больше всего на эту должность подходит Чжан Фэй, то назначение Вэй Яня шокировало приближённых Лю Бэя.
В 221 году Лю Бэй объявил себя императором и основал царство Шу. В 223 году он скончался, и трон унаследовал его сын Лю Шань, давший Вэй Яню титул Дунтинского хоу (都亭侯).
С 227 года регент царства Шу Чжугэ Лян начал северные походы, но они были отбиты, и разгромить царство Вэй не удалось. Во время этих походов Вэй Янь часто был не согласен с планами Чжугэ Ляна, но был вынужден подчиняться. Во время последнего из них в 234 году Чжугэ Лян заболел, и отдал секретный приказ о том, что в случае его смерти войска должны вернуться в Шу, а Вэй Янь должен прикрыть их отход. Когда Чжугэ Лян умер, то Вэй Янь не захотел покидать Ханьчжун, полагая, что может разгромить царство Вэй, и быстро двинулся на юг. Опередив основную армию, которую вёл Ян И, он разрушил горные дороги, ведущие в Сычуаньскую котловину, лишив тем самым армию возможности вернуться в Шу. Между армиями Ян И и Вэй Яня чуть было не произошла битва, но солдаты Вэй Яня решили, что он неправ, и массово дезертировали. Оставшись лишь с небольшой горсткой сторонников, Вэй Янь бежал в Ханьчжун. Ян И отправил вдогонку отряд под командованием Ма Дая. Ма Дай настиг Вэй Яня и обезглавил его.

## Образ в культуре
В китайском средневековом романе «Троецарствие» Вэй Янь выступает как отрицательный персонаж, постоянно спорит с Чжугэ Ляном.